# Yongfu (socken i Kina)
Yongfu (kinesiska: 永富乡, 永富) är en socken i Kina. Den ligger i provinsen Sichuan, i den sydvästra delen av landet, omkring 140 kilometer väster om provinshuvudstaden Chengdu. Antalet invånare är 1 642. Befolkningen består av 749 kvinnor och 893 män. Barn under 15 år utgör 17,0 %, vuxna 15-64 år 66 %, och äldre över 65 år 15,0 %.
Genomsnittlig årsnederbörd är 1 256 millimeter. Den regnigaste månaden är juli, med i genomsnitt 275 mm nederbörd, och den torraste är januari, med 10 mm nederbörd.